# Tambovski
Tambovski (del ruso: Тамбовский) es un jútor del raión de Guiaguínskaya, en la república de Adiguesia de Rusia. Está situado 26 al sudeste de Guiaguínskaya y 27 km al este de Maikop, capital de la república. Tenía 632 habitantes en 2010
Pertenece al municipio de Serguíyevskoye. 